# Alakamisy (Vakinankaratra)
Alakamisy is een plaats en commune in het centrum van Madagaskar, behorend tot het district Antsirabe II, dat gelegen is in de regio Vakinankaratra. Tijdens een volkstelling in 2001 telde de plaats 18.209 inwoners.
De plaats biedt enkel lager onderwijs ook middelbaar aan. 92 % van de bevolking werkt als landbouwer en 8 % houdt zich bezig met veeteelt. Het belangrijkste landbouwproduct is groenten; andere belangrijke producten zijn  witte kool en aardappelen. 